# Neanastatus reymondi
Neanastatus reymondi är en stekelart som beskrevs av Girault 1915. Neanastatus reymondi ingår i släktet Neanastatus och familjen hoppglanssteklar. Inga underarter finns listade i Catalogue of Life.